# Leon Śliwiński (malarz)
Leon Śliwiński (ur. 22 września 1916 w Płocku, zm. 9 lutego 2000 w Wiedniu) – polski artysta malarz, grafik, kolekcjoner i konserwator dzieł sztuki. 
Brat Wincentego, poety i kolekcjonera. Ukończył Gimnazjum im. Marszałka Stanisława Małachowskiego w Płocku. Studiował malarstwo i architekturę w Warszawie na ASP w latach 1937-1939 i 1946-1948. Dyplom malarza i magistra sztuki otrzymał w 1948. Jeszcze jako uczeń gimnazjum otrzymał pierwszą w swej karierze nagrodę na Ogólnopolskiej Wystawie Malarskiej w Warszawie w 1932 roku. Pierwszą swoją wystawę miał w 1935 w Warszawie. Później były wystawy w Monachium, Berlinie Zachodnim, Nowym Jorku. Początkowo malował kompozycje historyczne, następnie poświęcił się pejzażowi i malarstwu religijnemu. W 1960 roku przeniósł się do Wiednia, w którym mieszkał do śmierci. W roku 1968 otrzymał nagrodę UNESCO za malarstwo. W 1989 został odznaczony złotym medalem "Zasłużony dla Kultury Polskiej".